# Snežnik
Snežnik - masyw górski w Górach Dynarskich. Leży w Słowenii, blisko granicy z Chorwacją. Jego najwyższy szczyt Veliki Snežnik osiąga wysokość 1796 m.